# Torfowisko Mieleńskie
Torfowisko Mieleńskie este o arie protejată (arie specială de conservare — SAC, sit de importanță comunitară — SCI) din Polonia întinsă pe o suprafață de 146,06 ha, integral pe uscat.

## Localizare
Centrul sitului Torfowisko Mieleńskie este situat la coordonatele 52°52′23″N 19°23′03″E / 52.873°N 19.3841°E.

## Înființare
Situl Torfowisko Mieleńskie a fost declarat sit de importanță comunitară în august 2007 pentru a proteja 2 specii de plante. Situl a fost protejat și ca arie specială de conservare în decembrie 2016.

## Biodiversitate
Situată în ecoregiunea continentală, aria protejată conține 8 habitate naturale: Lacuri eutrofice naturale cu vegetație de tip Magnopotamion sau Hydrocharition, Pajiști calcaroase din nisipuri xerice, Pajiști cu Molinia pe soluri calcaroase, turboase sau argilos-nămoloase (Molinion caeruleae), Fânețe de joasă altitudine (Alopecurus pratensis, Sanguisorba officinalis), Mlaștini turboase de tranziție și turbării mișcătoare, Mlaștini alcaline, Mlaștini împădurite, Păduri aluvionare cu Alnus glutinosa și Fraxinus excelsior (Alno-Padion, Alnion incanae, Salicion albae).
La baza desemnării sitului se află mai multe specii protejate de  plante (2): Hamatocaulis vernicosus, moșișoare (Liparis loeselii).